# Friedrich Martin (Amtmann)
Friedrich Martin (* um 1821; † 9. August 1868 in Baunach bei Bamberg) war ein deutscher Verwaltungsbeamter.

## Leben
Friedrich Martin studierte Rechtswissenschaften an der Julius-Maximilians-Universität Würzburg. 1841 wurde er Mitglied des Corps Nassovia Würzburg. Nach dem Studium trat er in den Staatsdienst des Herzogtums Nassau ein. Von 1864 bis zu seinem Tod 1868 war er Amtmann des Amts Königstein, nach der Annexion des Herzogtums Nassau durch Preußen im Range eines Landrats.